# ازلا
ازلا روستایی است ساحلی (یا تراکمی روستایی است) در مراکش که مشرف به دریای مدیترانه است و در حومهٔ شرقی شهر تطوان مراکش واقع شده است. همچنین یک گروه روستایی متعلق به استان تطوان است. جمعیت این روستا ۱۲۶۱۱ نفر (سرشماری ۲۰۰۴) است. از مرکز شهر ۹ کیلومتر فاصله دارد. 

## محوطه بندری
محوطه بندری ازلا در طول زمان نقش مهمی در تاریخ أيت حزمر و تاریخ کل منطقهٔ تطوان ایفا کرده است، الادریسی گردشگر در کتاب خود از ازلا به عنوان پایگاه دریایی مهم مدیترانه یاد کرده بود و پس از آن هم جایگاه این روستا افزایش یافت. این روستا بعد از ساخت شهر تطوان به یکی از مهم‌ترین بنادر آن تبدیل شد.